# 金璿
金璿（キム・ソン、1920年 - 2004年）は、大韓民国の第19代法務部次官。

## 概要
1943年9月関西大学専門部法科を卒業後、1944年6月関西大学法文学部中退。朴正煕維新体制時代の1973年〜1974年まで第19代法務部次官を務めた後、1990年代後半には大韓弁護士協会会長などを歴任した。